# Heißen (Mülheim an der Ruhr)
Heißen, Mülheim an der Ruhr-Heißen — dzielnica miasta Mülheim an der Ruhr w Niemczech, w kraju związkowym Nadrenia Północna-Westfalia.